# Youssef Amrani
Youssef Amrani (tiếng Ả Rập: يوسف عمراني - sinh ngày 23 tháng 9 năm 1953 tại thành phố Tangier) là một ngà ngoại giao và là chính trị gia của Đảng Istiqlal người Maroc. Từ ngày 3 tháng 1 năm 2012, ông giữ chức vụ đại biểu - Bộ trưởng Bộ Ngoại giao và hợp tác trong nội các của Abdelilah Benkirane. Trước khi đề cử ông là công chức tại Bộ Ngoại giao ở Thủ đô Rabat từ năm 1978. Ông cũng từng là lãnh sự và Đại sứ của Maroc đến các nước nói tiếng Tây Ban Nha và là Tổng thư ký của Liên minh Địa Trung Hải cho đến tháng 2 năm 2012.